# Keiichiro Toyama
Keiichiro Toyama (外 山 圭 一郎, Toyama Keiichirō) (17 de agosto de 1978; Japón) es un escritor, diseñador y productor de videojuegos japonés, es reconocido por ser el creador de los videojuegos de terror psicológico Silent Hill y Siren.

## Inicio
Estaba estudiando arte cuando se unió a Konami. Allí él creó la saga Silent Hill con el grupo de profesionales que se llamó Team Silent. El juego fue un éxito y produjo varias secuelas, pero poco después Keiichiro Toyama dejó Team Silent para trabajar en el proyecto Siren. 
Dirigió y creó Silent Hill en 1999, Siren en 2003 y su secuela Siren 2 en 2006. Luego trabajó en el juego Gravity Rush, lanzado en 2012 y posteriormente en su secuela, Gravity Rush 2 en 2017.

## Obra
| Producción                  | Año  | Rol                                                     |
| --------------------------- | ---- | ------------------------------------------------------- |
| Snatcher                    | 1994 | Diseñador gráfico                                       |
| International Track & Field | 1996 | Diseño de personajes                                    |
| Silent Hill                 | 1999 | Escritor, director, diseñador de fondos                 |
| Siren                       | 2003 | Escritor, director, diseñador                           |
| Siren 2                     | 2006 | Escritor, director, diseñador                           |
| Gravity Rush                | 2012 | Escritor, director, concepto original, historia inicial |
| Gravity Rush 2              | 2017 | Diseñador, director                                     |